# Juris Dobelis
Juris Dobelis (ur. 8 lipca 1940 w Rydze) – łotewski polityk i inżynier chemik, wieloletni poseł do Sejmu.

## Życiorys
Syn piłkarza Jānisa. W 1963 ukończył studia z inżynierii chemicznej w Ryskim Uniwersytecie Technicznym, później uzyskał stopień kandydata nauk chemicznych. W latach 60. pracował w fabrykach szkła i porcelany, a także przez dwa lata jako nauczyciel chemii w szkole. Zatrudniony następnie jako badacz i technolog w instytucie chemii drewna, instytucie biochemii i centrum technicznym „Laukceltnieks”. W okresie ZSRR zaangażowany w działalność patriotyczną, m.in. w poszukiwanie i upamiętnianie grobów łotewskich żołnierzy oraz ochronę środowiska.
Od 1988 należał do szerokiego Ludowego Frontu Łotwy oraz do Łotewskiego Narodowego Ruchu Niepodległości. W 1990 wybrano go do Rady Najwyższej Łotewskiej Republiki Ludowej, 4 maja tegoż roku głosował za deklaracją niepodległości Łotwy. W 1994 został radnym miejskim Rygi. W 1995, 1998, 2002 i 2006 zdobywał mandat w Sejmie VI, VII, VIII i IX kadencji z list LNNK oraz powstałego po jej przekształceniu ugrupowania Dla Ojczyzny i Wolności/Łotewski Narodowy Ruch Niepodległości. Od 2003 do 2004 pozostawał obserwatorem w Parlamencie Europejskim (przystąpił do frakcji Unia na rzecz Europy Narodów), a od 2001 do 2011 także reprezentantem Łotwy w Zgromadzeniu Parlamentarnym Rady Europy. W 2010 nie uzyskał poselskiej reelekcji.

## Odznaczenia
W 2000 odznaczony Orderem Trzech Gwiazd III klasy. Wyróżniony także nagrodą ministra obrony.